# Menetou-salon (AOC)
Pour l’article homonyme, voir Menetou-Salon.
Le menetou-salon [mɛntu salɔ̃] est un vin d'appellation d'origine contrôlée (AOC) produit autour de Menetou-Salon, au nord-est de Bourges. La superficie de production représente 590 hectares avec comme cépage le sauvignon blanc (vin blanc) et le pinot noir  (vins rouge et rosé).

## Histoire

### Moyen Âge
Menetou-Salon est un vignoble très ancien si l'on croit les vieux écrits et documents concernant la seigneurie et châtellenie de Menetou-Salon. On retrouve encore des actes de l'an 1063, 1097 et 1100, par lesquels le Seigneur de Menetou fait don à différents ordres religieux de la région, et plus particulièrement à la célèbre abbaye de Saint-Sulpice-lès-Bourges, de vignes sises au clos de Davet.
En 1190, Hugues de Vèvre, seigneur de Menetou-Salon, donne lui aussi des terres et des vignes à l'Abbaye de Loroy. Enfin, les vieux écrits relatent que le vin du vignoble de Menetou-Salon fut un des plus beaux ornements de la table seigneuriale du grand argentier Jacques Cœur, qui acquit la seigneurie de Menetou en 1450.

### Période contemporaine
La crise du phylloxera touche durement le vignoble à la fin du XIXe siècle. Création du syndicat viticole de Menetou-Salon et de l'appellation d'origine contrôlée créée en 1959. La Confrérie des Chevaliers du Paissiau a été créée en 1966 pour honorer les clients et les personnalités ayant aidé les vignerons dans la promotion des vins. Apparition de l'enjambeur dans les années 1960-70 qui remplace le cheval. Les techniques en viticulture et œnologie ont bien évolué depuis cinquante ans (vendange en vert, table de triage, cuve en inox, pressoir électrique puis pneumatique, etc.).

## Étymologie
Le toponyme actuel est désigné au XIe siècle par monasterium sarlonis (petit monastère de Sarlon) aussi dénommé monastellum salonis.

## Situation géographique

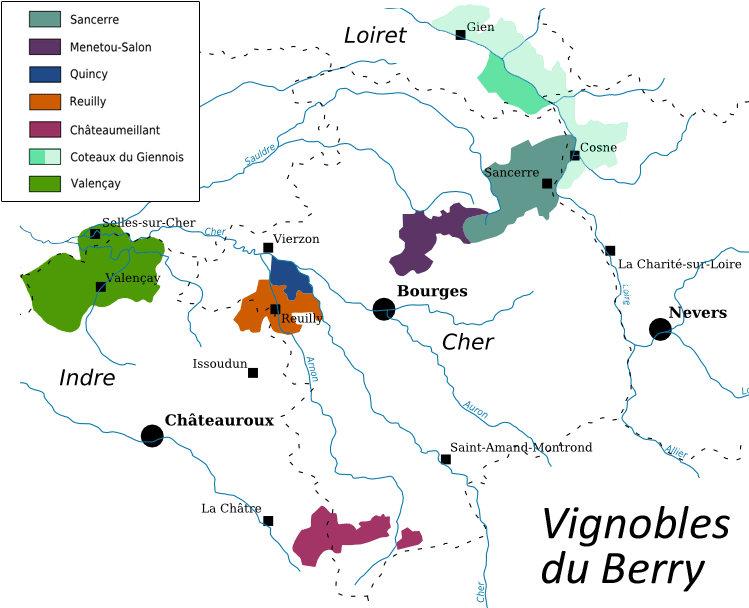
Vignobles du Berry.

Situé sur le département du Cher au nord-est de Bourges, l'aire d'appellation couvre les communes de Aubinges, Humbligny, Menetou-Salon, Morogues, Parassy, Pigny, Quantilly, Saint-Céols, Soulangis et Vignoux-sous-les-Aix.

### Géologie et orographie
Les sols sont des terrains calcaires du portlandien et des marnes kimméridgiennes.

### Climatologie
Le climat est tempéré d'influence océanique dégradé et semi-continental.
Tableau climatique de la ville de Bourges car cette AOC est situé à côté de cette ville :
Pour la ville de Bourges (alt. 161 m), les valeurs climatiques de 1961 à 1990 sont :
| Mois                                                              | Janv | Fév  | Mars | Avr  | Mai  | Juin | Juil | Août | Sept | Oct  | Nov  | Déc  | Année |
| ----------------------------------------------------------------- | ---- | ---- | ---- | ---- | ---- | ---- | ---- | ---- | ---- | ---- | ---- | ---- | ----- |
| Températures minimales moyennes (°C)                              | 0,5  | 1,2  | 2,7  | 5    | 8,3  | 11,3 | 13,3 | 13   | 10,8 | 7,6  | 3,5  | 1,1  | 6,5   |
| Températures moyennes (°C)                                        | 3,3  | 4,7  | 7    | 9,8  | 13,3 | 16,7 | 19,2 | 18,8 | 16,3 | 12,1 | 6,8  | 4    | 11    |
| Températures maximales moyennes (°C)                              | 6,2  | 8,2  | 11,3 | 14,6 | 18,4 | 22   | 25,2 | 24,5 | 21,8 | 16,7 | 10,2 | 6,8  | 15,5  |
| Moyennes mensuelles de précipitations (mm)                        | 60,5 | 58,7 | 60,1 | 51,7 | 80,8 | 56,9 | 51,8 | 59,4 | 61,2 | 59   | 59,4 | 63,1 | 722,5 |
| Source : Archives climatologiques mensuelles, Bourges (1961-1990) |      |      |      |      |      |      |      |      |      |      |      |      |       |

## Vignoble

### Présentation
Classé AOC par le décret du 23 janvier 1959 (modifié par celui du 18 mars 1998), il s'étend sur 590 ha en production. 
La production annuelle est de 28 500 hl. Les volumes sont pour les vins blancs de 19 800 hl, pour les vins rouges de 7 700 hl et pour les vins rosés d'environ 1 000 hl.

### Encépagements

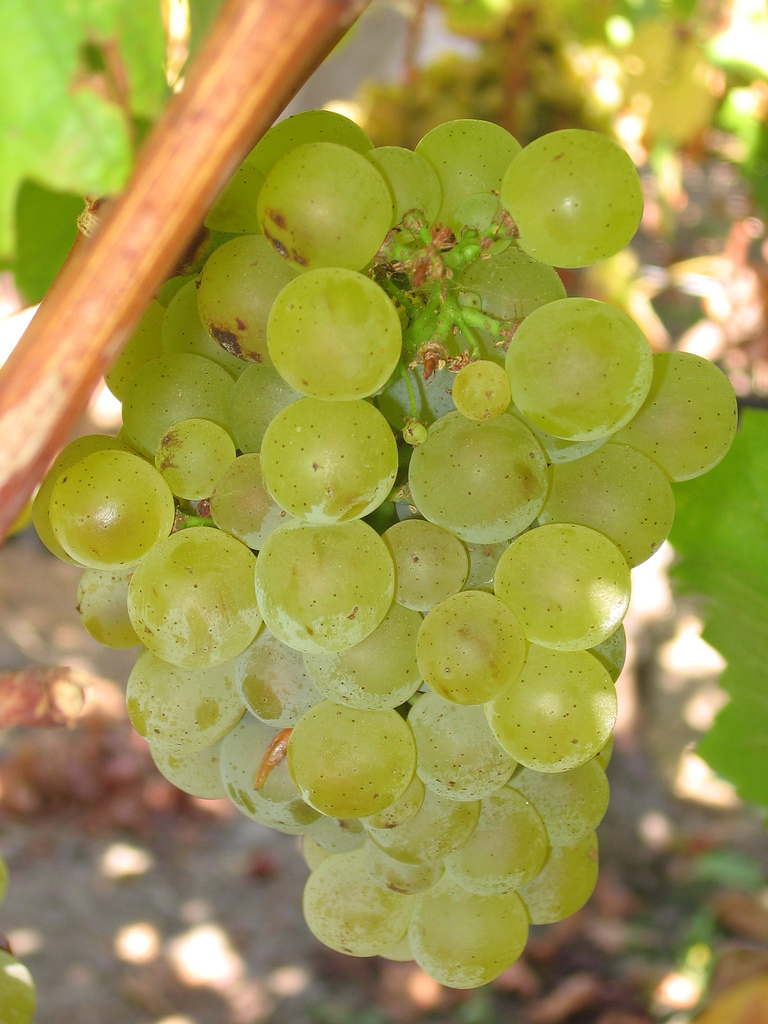
Grappe de sauvignon.

Les vins blancs sont issus du sauvignon B et les vins rouges et rosés du pinot noir N.
La maturité est de deuxième époque moyenne : vingt jours après le chasselas. La grappe est tronconique, parfois ailée et compacte. Les baies sont jaune doré avec des nuances vertes. C'est un cépage très vigoureux mais il est peu fertile. Il est sensible à la pourriture grise, il craint l'oïdium, le black-rot et les maladies du bois (eutypiose et esca). En revanche, il est moins sensible au mildiou. Son moût est sucré avec une bonne acidité.
Le pinot noir N est constitué de petites grappes denses, en forme de cône de pin composées de grains ovoïdes, de couleur bleu sombre. C'est un cépage délicat, qui est sensible aux principales maladies et en particulier au mildiou, au rougeot parasitaire, à la pourriture grise (sur grappes et sur feuilles), et aux cicadelles. Ce cépage, qui nécessite des ébourgeonnages soignés, a tendance à produire un nombre important de grapillons. Il profite pleinement du cycle végétatif pour mûrir en première époque. Le potentiel d'accumulation des sucres est élevé pour une acidité juste moyenne et parfois insuffisante à maturité. Les vins sont assez puissants, riches, colorés, de garde. Ils sont moyennement tanniques en général.

### Méthodes culturales

#### Travail manuel
Ce travail commence par la taille. Le tirage des sarments suit la taille. Les sarments sont enlevés et peuvent être brûlés ou mis au milieu du rang pour être broyés. On passe ensuite aux réparations. Éventuellement des plantations de greffes. L'ébourgeonnage peut débuter dès que la vigne a commencé à pousser. Cette méthode permet, en partie, de réguler les rendements. Le relevage est pratiqué lorsque la vigne commence à avoir bien poussé. En général, deux à trois relevages sont pratiqués. Pour finir avec le travail manuel à la vigne se réalise l'étape importante des vendanges.

#### Travail mécanique
L'enjambeur est d'une aide précieuse. Les différents travaux se composent du broyage des sarments ; de trous faits à la tarière, là où les pieds de vignes sont manquants ; de labourage ou griffage, réalisé dans le but d'aérer les sols et de supprimer des mauvaises herbes. De désherbage. De plusieurs traitements des vignes, réalisés dans le but de les protéger contre certaines maladies cryptogamiques (mildiou, oïdium, pourriture grise, etc.). De plusieurs rognages consistant à couper les branches de vignes (rameaux) qui dépassent du système de palissage. Des vendanges mécaniques se réalisant avec une machine à vendanger ou une tête de récolte montée sur un enjambeur.

### Rendements
Les rendements pour les vins rouges sont de 59 hl/ha pour le rendement de base (également rendement maximum). Pour les vins rosés, ces rendements sont de l'ordre de 63 hl/ha pour le rendement de base (également rendement maximum). Pour les vins blancs, le rendement de base se situe à 65 hl/ha (également rendement maximum).

## Vins

### Titres alcoométriques volumique minimal et maximal
Le titre alcoométrique volumique des vins de cette AOC est de 10,5 % volume au minimal et de 13 % volume au maximal.

### Vinification et élevage
Voici les méthodes générales de vinification pour cette appellation. Il existe cependant des petites différences de méthode entre les différents viticulteurs, négociants et caves coopératives.

#### Vinification en blanc
Comme pour le rouge, la récolte est manuelle ou mécanique et peut être triée. Les raisins sont ensuite transférés dans un pressoir pour le pressurage. Une fois le moût en cuve, le débourbage est pratiqué généralement après un enzymage. À ce stade, une stabulation préfermentaire à froid (environ 10 à 12 °C pendant plusieurs jours) peut être recherchée pour favoriser l'extraction des arômes. Mais le plus souvent, après 12 à 48 heures, le jus clair est soutiré et mis à fermenter. La fermentation alcoolique se déroule avec un suivi tout particulier pour les températures qui doivent rester à peu près stables (18 à 24 °C). La chaptalisation est aussi pratiquée pour augmenter le titre alcoométrique volumique si nécessaire. La fermentation malolactique puis l'élevage est réalisée en fût ou en cuve. À la fin, la filtration du vin est pratiquée pour rendre les vins plus limpides. La mise en bouteille clôture l'opération.

#### Vinification en rouge
La récolte des raisins se fait à maturité et de façon manuelle ou mécanique. La vendange manuelle est parfois triée, soit à la vigne soit à la cave avec une table de tri, ce qui permet d'enlever les grappes pourries ou insuffisamment mûres. La vendange manuelle est généralement éraflée puis mise en cuve. Une macération pré-fermentaire à froid est quelquefois pratiquée. La fermentation alcoolique peut démarrer, le plus souvent après un levurage. Commence alors le travail d'extraction des polyphénols (tanins, anthocyanes) et autres éléments du raisin. L'extraction se faisait par pigeage, opération qui consiste à enfoncer le chapeau de marc dans le jus en fermentation. Plus couramment, l'extraction est conduite aussi par des remontages, opération qui consiste à pomper le jus depuis le bas de la cuve pour arroser le chapeau de marc et ainsi lessiver les composants qualitatifs du raisin. Les températures de fermentation alcoolique peuvent être plus ou moins élevées, avec une moyenne générale de 28 à 35 °C au maximum de la fermentation. La chaptalisation est réalisée si le degré naturel est insuffisant : cette pratique est réglementée. À l'issue de la fermentation alcoolique suit l'opération de décuvage qui donne le vin de goutte et le vin de presse. La fermentation malolactique se déroule après mais est dépendante de la température. Le vin est soutiré et mis en fût ou cuve pour son élevage. L'élevage se poursuit pendant plusieurs mois (6 à 24 mois) puis le vin est collé, filtré et mis en bouteilles.

#### Vinification en rosé

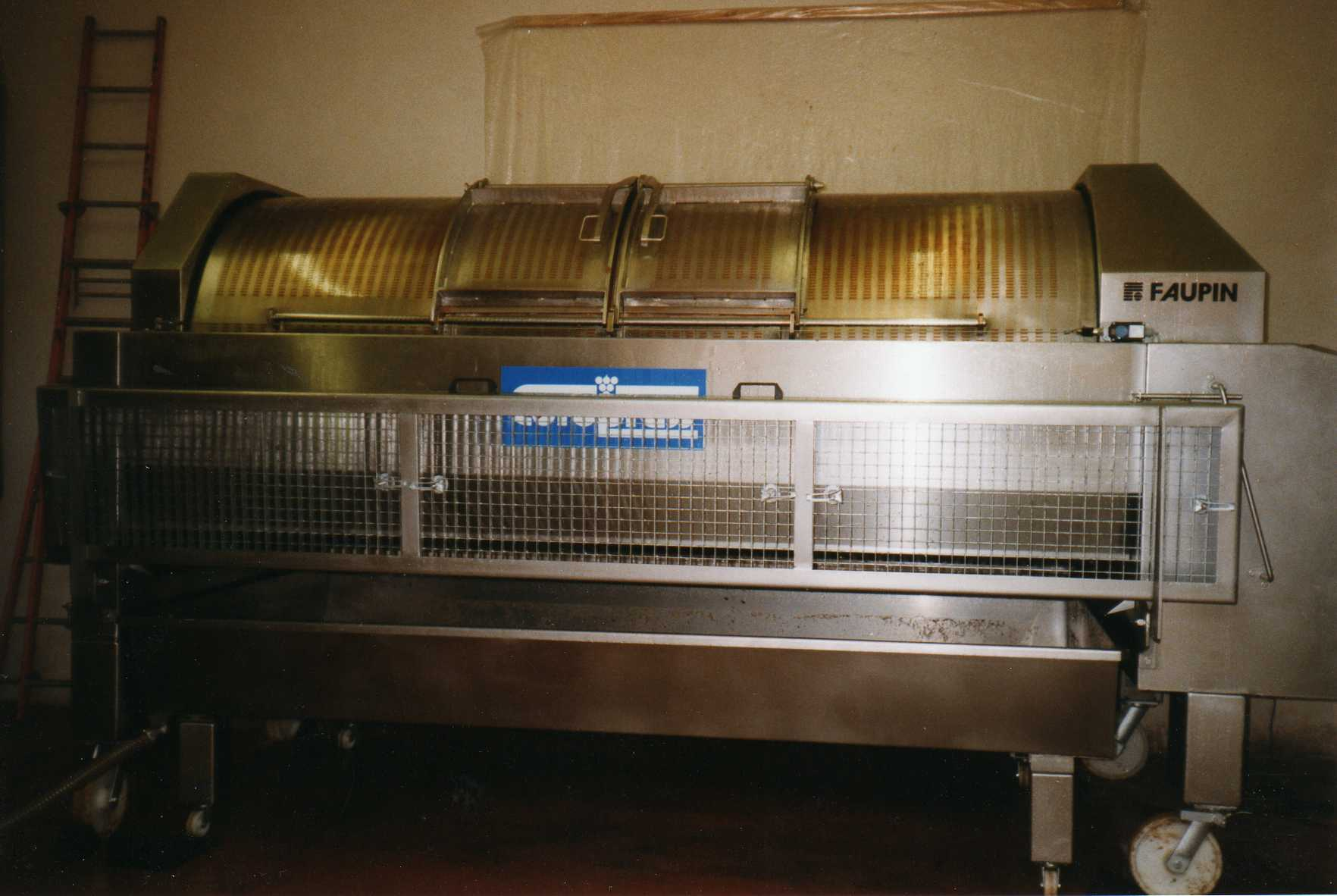
Pressoir pneumatique servant au pressurage.

La récolte est manuelle ou mécanique. Deux méthodes sont utilisées avec soit le pressurage (rosé de pressurage), soit une mise en cuve de la vendange pour un début de macération : c'est la saignée (rosé de saignée), effectuée avec le tirage du jus de la cuve. La fermentation alcoolique se passe en cuve comme pour le blanc avec suivi de température, chaptalisation, etc. La fermentation malolactique suit généralement. L'élevage se passe en cuve, parfois en fût. Enfin, le vin est filtré et mis en bouteille.

### Terroir et vins
Les terrains calcaires et de marnes du kimméridgien donnent :
- des vins rouges qui ont une couleur rubis, avec des arômes de fruits mûrs, de cerise, de prune, et une bouche souple, riche[9] ;
- des vins rosés qui ont des arômes de fruits blancs et de fruits secs, avec une bouche élégante et subtile[9] ;
- des vins blancs qui ont des arômes d'agrumes, de fleurs blanches, de poivre, de menthe, et une bouche qui est fraiche, fruitée, ronde, pleine et de belle longueur[9].

### Gastronomie, garde et température de service
Les vins rouges s'accordent bien avec du gibiers à plumes (perdreaux, faisans, etc.). Leur durée de garde se situe aux alentours de trois ans et ils se servent entre 14 °C et 15 °C. Les vins rosés accompagnent des viandes grillées, des salades, etc. Ils se gardent de un à deux ans et se servent entre 8 °C et 10 °C. Les vins blancs s'accordent avec des entrées chaudes, des poissons en sauce, etc. Leur durée de garde est d'environ quatre ans et ils se servent vers 12 °C.

## Économie

### Commercialisation
La commercialisation de cette appellation se fait par divers canaux de vente : dans les caveaux du viticulteur, dans les salons des vins (Vignerons indépendants de France…), dans les foires gastronomiques, par exportation, dans les cafés-hôtels-restaurants (CHR), dans les grandes et moyennes surfaces (GMS).

### Structure des exploitations
Il existe des domaines de tailles différentes. Ces domaines mettent tout ou une partie de leurs propres vins en bouteilles et s'occupent aussi de le vendre. Les autres, ainsi que ceux qui ne vendent pas tous leurs vins en bouteilles, les vendent aux maisons de négoce.
Les maisons de négoce achètent leurs vins, en général, en vin fait (vin fini) mais parfois en raisin ou en moût. Elles achètent aux domaines et passent par un courtier en vin qui sert d'intermédiaire moyennant une commission de l'ordre de 2 % à la charge de l'acheteur.
Il n'y a pas de cave coopérative à Menetou-Salon.

### Producteurs
Cette AOC comprend 101 producteurs avec 89 viticulteurs dont 69 vinifient leurs vins. Sur ces vinificateurs, il y a cinquante-six domaines et une douzaine de maisons de négociants.